# Prays
Prays là một chi bướm đêm thuộc họ Yponomeutidae.

## Các loài
- Prays acmonias - Meyrick, 1914
- Prays adspersella - Herrich-Schäffer, 1855
- Prays amblystola - Turner, 1923
- Prays autocasis - Meyrick, 1907
- Prays caenobitella - Hübner, 1816
- Prays calycias - Meyrick, 1907
- Prays chrysophyllae - Silvestri, 1915
- Prays citri - Milliére, 1873
- Prays curalis - Meyrick, 1914
- Prays curulis - Meyrick, 1914
- Prays ducalis - Meyrick,
- Prays endocarpa - Meyrick, 1919
- Prays endolemma - Diakonoff, 1967
- Prays erebitis - Meyrick,
- Prays fraxinella - Bjerkander, 1784
- Prays friesei - Klimesch, 1992
- Prays fulvocanella - Walsingham, 1907
- Prays inscripta - Meyrick, 1907
- Prays liophaea - Meyrick, 1927
- Prays moschettinella - Costa,
- Prays nephelomima - Meyrick, 1907
- Prays oleae - Bernard, 1788
- Prays oliviella - Boyer, 1837
- Prays parilis - Turner, 1923
- Prays peperitis - Meyrick, 1907
- Prays peregrina - Agassiz, 2007
- Prays ruficeps - Heinemann, 1854
- Prays sparsipunctella - Turati, 1924
- Prays stratella - Zeller, 1877
- Prays sublevatella - Viette, 1957
- Prays temulenta - Meyrick, 1910
- Prays tyrastis - Meyrick, 1907
- Prays xeroloxa - Meyrick, 1935

## Hình ảnh

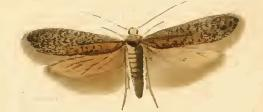